# Kunkuri
Kunkuri es una ciudad de la India en el distrito de Jashpur, estado de Chhattisgarh.

## Geografía
Se encuentra a una altitud de 488 m s. n. m. a 370 km de la capital estatal, Raipur, en la zona horaria UTC +5:30.

## Demografía
Según estimación 2012 contaba con una población de 12 287 habitantes.